# Francisco de Sales Oliveira Júnior
Francisco de Sales Oliveira Junior (Jacareí, 23 de abril de 1852 - São Paulo, 23 de setembro de 1899) foi um engenheiro e político brasileiro, tendo ocupado diversos cargos públicos sendo o de Senador Estadual o de maior destaque. Um de seus filhos, Armando de Sales Oliveira tornou-se interventor federal e governador do estado de São Paulo. 

## História
Nascido em Jacareí, Sales Oliveira estudou engenharia na Universidade de Gant, Bélgica, formando–se em 1877. Ingressou na empresa de construção Figueira & Sá como engenheiro residente, participando da construção da Estrada de Ferro Pirapetinga (aberta em 1880 e posteriormente absorvida pela Estrada de Ferro Leopoldina).
Posteriormente passou a trabalhar em projetos de mineração financiados pelo Banco União de São Paulo até ser convidado pelo presidente de São Paulo a assumir a secretaria de obras públicas daquela província em 1885, permanecendo no cargo até 1888. Um de seus trabalhos mais importantes foi criar a comissão demarcadora dos limites da cidade de São Paulo.
Uma grande epidemia de febre amarela atingiu Campinas com violência em 1889. Um dos maiores fatores que facilitou a propagação dessa moléstia foi a falta de saneamento da segunda cidade mais populosa da província. Para conter a epidemia era necessário realizar obras de saneamento na cidade. Em 20 de novembro de 1890 Salles Oliveira foi contratado pela Companhia Campineira de Águas e Esgoto para a implantação de um projeto emergencial, tendo projetado e implantado as primeiras redes de abastecimento de água e coleta de esgoto da cidade em plena epidemia de febre amarela. Com a implantação do sistema de abastecimento regular de água e coleta de esgoto, o número de mortes caiu e o trabalho de Oliveira Junior acabou reconhecido. Ingressou no Partido Republicano Paulista e candidatou-se a uma cadeira no Senado Estadual, tendo sido eleito como suplente e acabou assumindo na 2ª legislatura (1892-94).
Deixou a política para ocupar o cargo de diretor da Companhia Mogiana de Estradas de Ferro e Navegação, onde permaneceu até sua morte. Faleceu aos 47 anos em São Paulo, no dia 23 de setembro de 1899, por conta de problemas pulmonares.
A estação do quilômetro 48 do ramal de Igarapava da Mogiana foi batizada de Sales Oliveira em sua homenagem, dando origem ao futuro município homônimo. A cidade de Campinas o homenageou, batizando uma de suas ruas com o nome de Doutor Salles de Oliveira.
Seu neto (1920-1983), batizado com o mesmo nome como homenagem, foi diretor da Estrada de Ferro Sorocabana entre 1967 e 1971 onde foi o principal responsável por conduzir o projeto de unificação administrativa das ferrovias do estado (culminando na criação da Fepasa).